# Ngwathe
Ngwathe (officieel Ngwathe Local Municipality) is een gemeente in het Zuid-Afrikaanse district Fezile Dabi.
Ngwathe ligt in de provincie Vrijstaat en telt 120.520 inwoners. Het gemeentebestuur is gevestigd in de plaats Parys.

## Hoofdplaatsen
Het nationaal instituut voor de statistiek, Stats SA, deelt sinds de census 2011 deze gemeente in in 14 zogenaamde hoofdplaatsen (main place):
Edenville • Heilbron • Koppies • Kwakwatsi • Mokwallo • Ngwathe • Ngwathe NU • Parys • Phiritona • Sandersville • Schonkenville • Tumahole • Voorspoed Diamantmyn • Vredefort.